# Рефлектор (телескоп)
Рефле́ктор — оптический телескоп, использующий в качестве светособирающего элемента зеркало.
Первый рефлектор был построен Исааком Ньютоном в конце 1668 года. Это позволило избавиться от основного недостатка использовавшихся тогда телескопов-рефракторов — значительной хроматической аберрации.

## Основные оптические системы зеркальных телескопов
Оптический телескоп — это система, состоящая из объектива и окуляра. Задняя фокальная плоскость первого совмещена с передней фокальной плоскостью второго. В фокальную плоскость объектива вместо окуляра может помещаться фотоплёнка или матричный приёмник излучения. В таком случае объектив телескопа, с точки зрения оптики, является фотообъективом. Оптические системы зеркальных телескопов разделяются по типам используемых объективов.

### Система Ньютона
Такую схему телескопов изобрёл Исаак Ньютон в 1668 году. Здесь главное зеркало направляет свет на небольшое плоское диагональное зеркало, расположенное вблизи фокуса. Оно, в свою очередь, отклоняет пучок света за пределы трубы, где изображение рассматривается через окуляр или фотографируется. Главное зеркало параболическое, но, если относительное отверстие не слишком большое, оно может быть и сферическим.

### Система Грегори
Эту конструкцию предложил в 1663 году Джеймс Грегори в книге Optica Promota. Главное зеркало в таком телескопе — вогнутое параболическое. Оно отражает свет на меньшее вторичное зеркало (вогнутое эллиптическое). От него свет направляется назад — в отверстие по центру главного зеркала, за которым стоит окуляр. Расстояние между зеркалами больше фокусного расстояния главного зеркала, поэтому изображение получается прямое (в отличие от перевёрнутого в телескопе Ньютона). Вторичное зеркало обеспечивает относительно большое увеличение благодаря удлинению фокусного расстояния.

### Система Кассегрена
Схема была предложена Лораном Кассегреном в 1672 году. Это вариант двухзеркального объектива телескопа. Главное зеркало большего диаметра (вогнутое; в оригинальном варианте параболическое) отбрасывает лучи на вторичное выпуклое меньшего диаметра (обычно гиперболическое). По классификации Максутова схема относится к так называемым предфокальным удлиняющим — то есть вторичное зеркало расположено между главным зеркалом и его фокусом и полное фокусное расстояние объектива больше, чем у главного. Объектив при том же диаметре и фокусном расстоянии имеет почти вдвое меньшую длину трубы и несколько меньшее экранирование, чем у Грегори. Система неапланатична, то есть несвободна от аберрации комы. Имеет большое число как зеркальных модификаций, включая апланатичный Ричи — Кретьен, со сферической формой поверхности вторичного (Долл — Кирхем) или первичного зеркала, так и зеркально-линзовых.
Отдельно стоит выделить систему Кассегрена, модифицированную советским оптиком Д. Д. Максутовым — систему Максутова — Кассегрена, ставшую одной из самых распространённых систем в астрономии, особенно в любительской.

### Система Ричи — Кретьена
Система Ричи — Кретьена является усовершенствованием системы Кассегрена. Главное зеркало тут не параболическое, а гиперболическое. Поле зрения этой системы — около 4°.

### Система Ломоносова (Гершеля)
Ещё в 1616 году Никколо Дзукки предложил заменить линзу вогнутым зеркалом, наклонённым к оптической оси телескопа. Впервые подобный телескоп-рефлектор был сконструирован Михаилом Васильевичем Ломоносовым в 1759 году. Спустя 13 лет, в 1772 году Уильям Гершель собрал телескоп аналогичной конструкции. В нём первичное зеркало имеет форму внеосевого параболоида и наклонено так, что фокус находится вне главной трубы телескопа, и наблюдатель не закрывает собой поступающий свет. Недостатком такой схемы является большая кома, но при малом относительном отверстии она почти незаметна.

### Система Корша
Один из вариантов трёхзеркального анастигмата, с более общим набором решений, разработанный Дитрихом Коршем в 1972 году. У телескопа Корша скорректированы сферическая аберрация, кома, астигматизм и кривизна поля, также он может иметь широкое поле зрения, гарантируя при этом, что в фокальной плоскости будет лишь немного рассеянного света.

### Брахиты
В такой схеме вторичное зеркало вынесено за пределы пучка, падающего на главное зеркало. Такая конструкция сложна в изготовлении, так как требует внеосевых параболического и гиперболического зеркал. Однако при малых апертуре и относительном отверстии эти зеркала можно заменить на сферические. Кома и астигматизм главного зеркала компенсируются наклонами вторичного зеркала. К положительным качествам брахитов можно отнести отсутствие экранирования, что положительно сказывается на чёткости и контрастности изображения. Данная система была впервые применена в 1877 году И. Форстером и К. Фричем. Существуют различные конструкции брахитов.

## Крупнейшие телескопы
Крупнейший в Евразии телескоп — БТА — находится на территории России, в горах Северного Кавказа, и имеет диаметр главного зеркала 6 м. Он работает с 1976 года и долго был крупнейшим телескопом в мире.
Крупнейший в мире телескоп с цельным зеркалом — Большой бинокулярный телескоп, расположенный на горе Грэхэм (США, штат Аризона) и работающий с 2005 года. Диаметр обоих зеркал — 8,4 метра
11 октября 2005 года в эксплуатацию был запущен Большой южноафриканский телескоп в ЮАР с главным зеркалом размером 11×9,8 метров, состоящим из 91 одинакового шестиугольника.
13 июля 2007 года первый свет увидел Большой Канарский телескоп с диаметром зеркала 10,4 м (36 шестиугольных сегментов). Это самый большой оптический телескоп в мире по состоянию на первую половину 2009 года.
В современных составных рефлекторах с середины 1990-х годов используются деформируемые зеркала и адаптивная оптика, что позволяет компенсировать атмосферные искажения. Это стало прорывом в телескопостроении и позволило значительно повысить качество работы наземных телескопов.
В сентябре 2025 года планируется начать работу Большого обзорного телескопа. В 2029 году планируется получить первый свет с Чрезвычайно большого телескопа, а в конце 2030-х и на международном Тридцатиметровом телескопе. В начале 2030-х планируется ввод в эксплуатацию Гигантского Магелланова телескопа.